# Зелёный Гай (Семёновский район)
Зелёный Гай (укр. Зелений Гай) — село в Семёновском районе Черниговской области Украины. Население 3 человека. Занимает площадь 0,05 км².
Код КОАТУУ: 7424782002. Почтовый индекс: 15432. Телефонный код: +380 4659.

## Власть
Орган местного самоуправления — Ивановский сельский совет. Почтовый адрес: 15432, Черниговская обл., Семёновский р-н, с. Ивановка, ул. Новая, Тел.: +380 (4659) 2-43-67.